# Крапивно (Тосненский район)
Крапивно — ныне не существующая деревня, располагавшаяся на территории современного Трубникоборского сельского поселения Тосненского района Ленинградской области России.
Находилась у реки Равань.

## История
Первое упоминание о деревне — 1582 год. Входила в Дмитриевский Гдицкий погост Новгородского уезда Водской пятины.
В двух километрах от деревни обнаружен грунтовый могильник «жальник». Он находится на холме над ручьём «до 40 могил, на могилах — камни». Его размер 20х20 метров, высотой 1 м над поляной и 3 м над ручьем. Эта находка позволяет считать, что местность была обжита гораздо ранее.
В переписи 1615 года значится «дер. Кропивно, вызжено от немецких людей». В 1709 Кропивно — усадьба.. В 1788 — пустошь Крапивно.
По Х ревизии 1858 г. в деревне было 12 хозяйств, где проживало 24 мужчины и 32 женщины.
На 1863 год деревня состояла из 11 дворов.
На 1884 год Крапивно входила в Апраксинскую волость Новгородского уезда Новгородской губернии Крутицкого сельского общества, прихода с. Кривина. При р. Равани, в 92 в. от Царского Села, в 23 от ст. Бабина Николаевской ж/д, в 48 от Соснинской пристани, в 39 от Чудовской почтовой станции, в 19 от Петербургского шоссе, в 5 от приходской церкви, в 7 от волостного правления, в 108 от уездного города.
На 1907 год деревня Крутицкого сельского общества. Занятие жителей земледелие, подсобное — лесной промысел, гонка дров, выпойка телят. Имеется часовня.
В 1911 году в деревне был построен деревянный мост через р. Равань (49 км от устья).
В советское время деревня вошла в Кривинский сельсовет. С августа 1927 года в Любанский район Ленинградского округа, с июля 1930 года в Тосненский район.
В сентябре 1941 года Крапивно было оккупировано. Бои за деревню вел корпус под командованием генерал-полковника Н. И. Гусева в составе 2-й Ударной армии в ходе Любанской операции в январе — апреле 1942 года.
В ходе войны деревня Крапивно была полностью разрушена.